# Oskarshamn
Oskarshamn est une ville de Suède, chef-lieu de la commune d'Oskarshamn, dans le comté de Kalmar. 17 258 personnes y vivent. La ville est fondée en 1856 par Oscar Ier, roi de Suède 1844-1859.
La ville est notamment connue en raison de la centrale nucléaire d'Oskarshamn. Elle abrite également une unité d'assemblage de cabines pour camions du constructeur Scania. En Oskarshamn, il y a un chantier naval.
Oskarshamn est aussi connue de son parc national, une île du nom de Blå Jungfrun.

## Histoire & démographie
La ville est fondée en 1856 par Oscar Ier. Auparavant, l'endroit était une place marchande au nom de Döderhultsvik. Le chantier naval d'Oskarshamn, Oskarshamns varv a été fondé en 1863. Il avait environ 1 400 employés pendant les années 1960. Le chantier naval est encore actif. En 1881 la ville subit un incendie dans lequel plusieurs bâtiments en centre-ville furent détruits. Des nouveaux bâtiments en pierre ont été construits autour de la place de Lilla torget. Le premier réacteur nucléaire était construit en 1971. Aujourd'hui il y a trois réacteurs dans la centrale nucléaire d'Oskarshamn.
Évolution de la population de la ville d'Oskarshamn à partir de 1856 :
Source : Statistiska centralbyrån SCB
(Bureau central de la statistique suédois)

## Transports maritimes
Il y a trois lignes de ferry en Oskarshamn :
- Oskarshamn – l’île Gotland
- Oskarshamn - l’île Öland
- Oskarshamn – le parc national de Blå Jungfrun.

Le port de commerce d'Oskarshamn traite annuellement environ 1,4 million de tonnes (chiffre 2008) de marchandises.

## Culture
Axel Robert Petersson (1868-1925), était un sculpteur sur bois d'Oskarshamn. Dans le musée Döderhultarmuseet en centre-ville, il y a une collection de 200 de ses créations. Dans le même bâtiment est installé un musée maritime avec des collections d'objets maritimes liés à la région.

## Lieux et monuments
Le parc de la ville (Stadsparken) d'Oskarshamn fut fondé à la fin du XIXe siècle. Ce parc public possède une flore variée de nombreuses de sculptures. Långa soffan (le grand banc) est un banc public en bois dans le port d'Oskarshamn. Le banc est long de 72 mètres et constitue un point de vue sur la vie maritime de la ville ainsi que sur la mer Baltique au large d'Oskarshamn. Dans la rue de Kungsgatan, en centre-ville, il y a une statue d'Axel Munthe qui était un médecin et écrivain suédois, né à Oskarshamn en 1857.

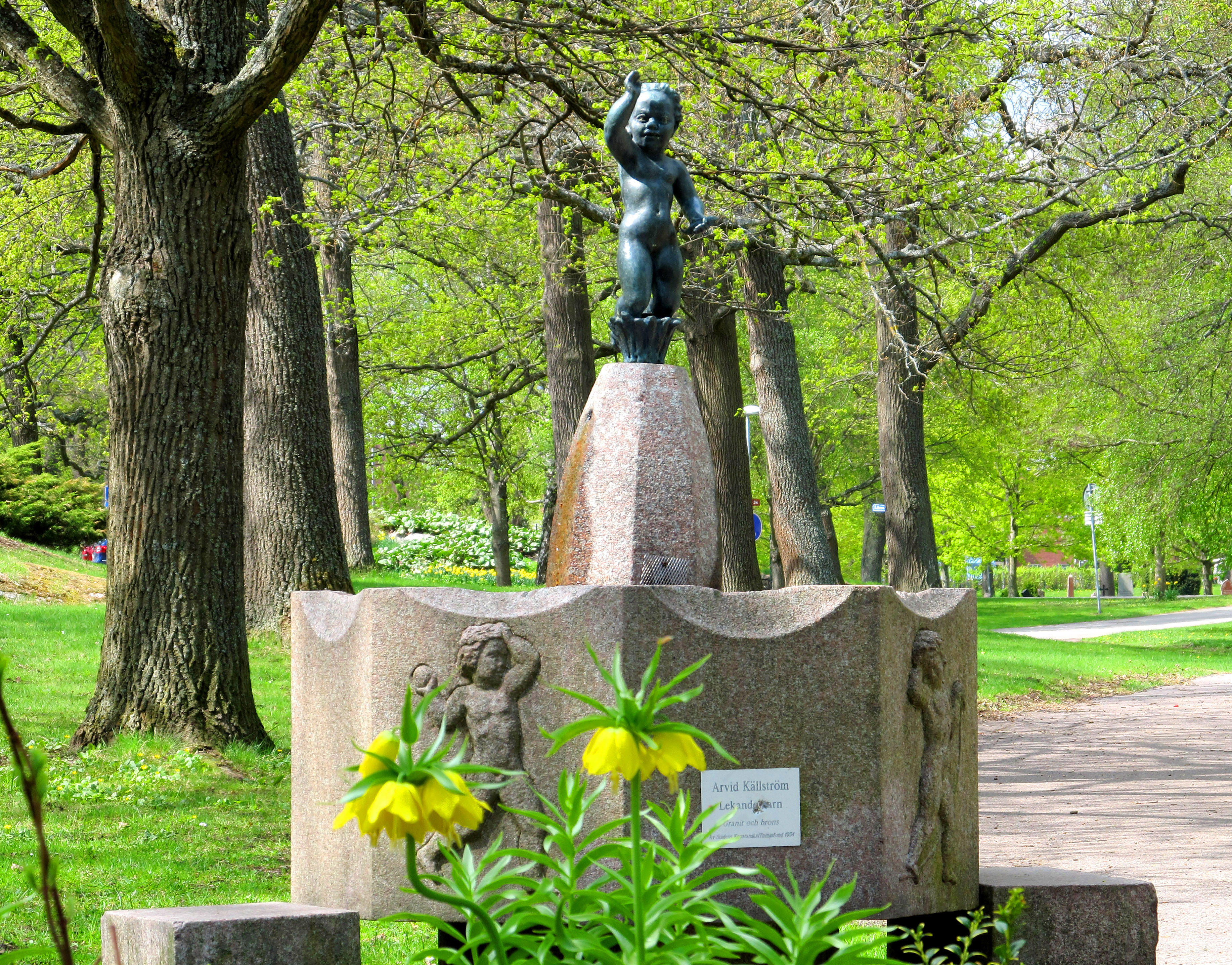
Partie du parc de ville, avec la sculpture Gråtande barn, créée par un artiste local, Arvid Källström, en 1934.
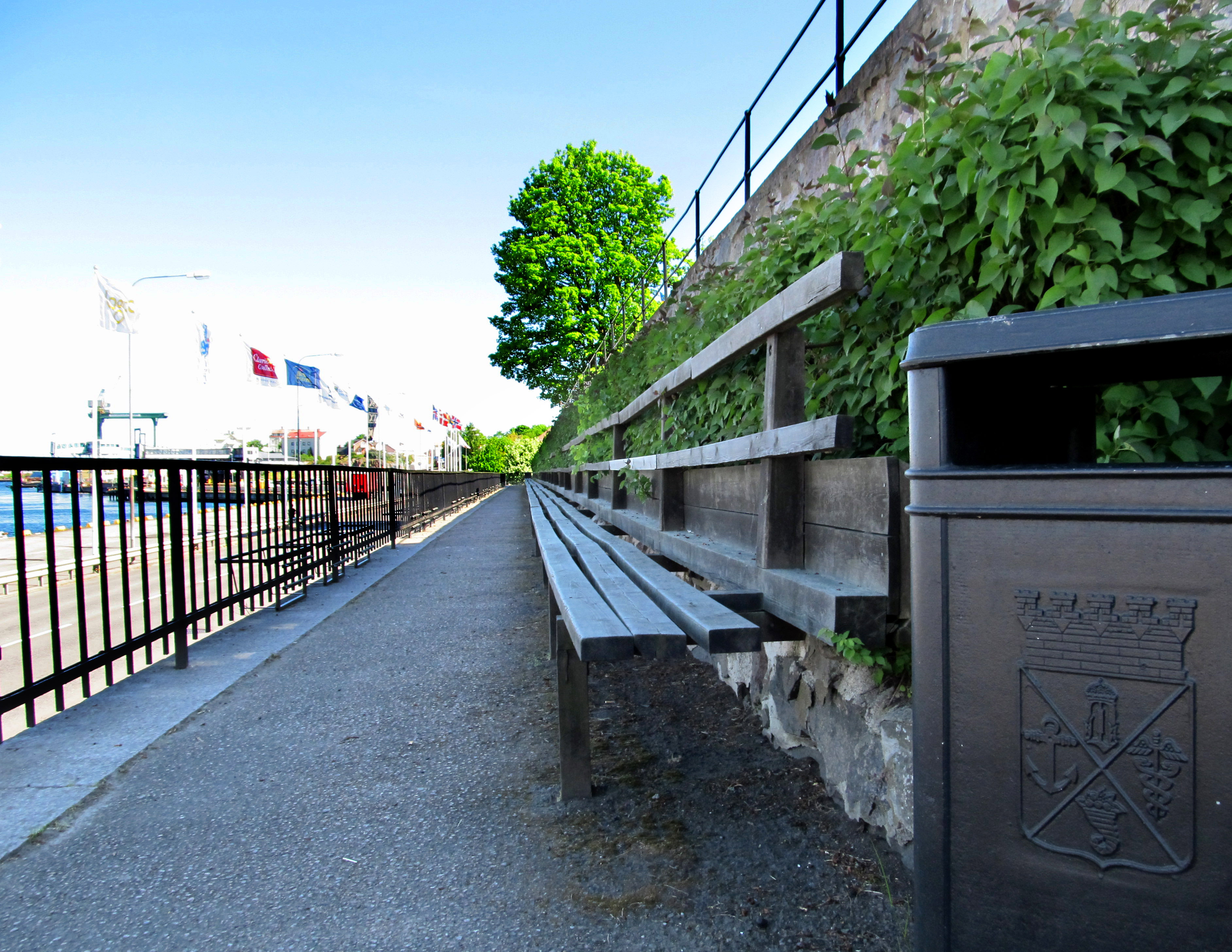
Långa soffan (le grand banc).
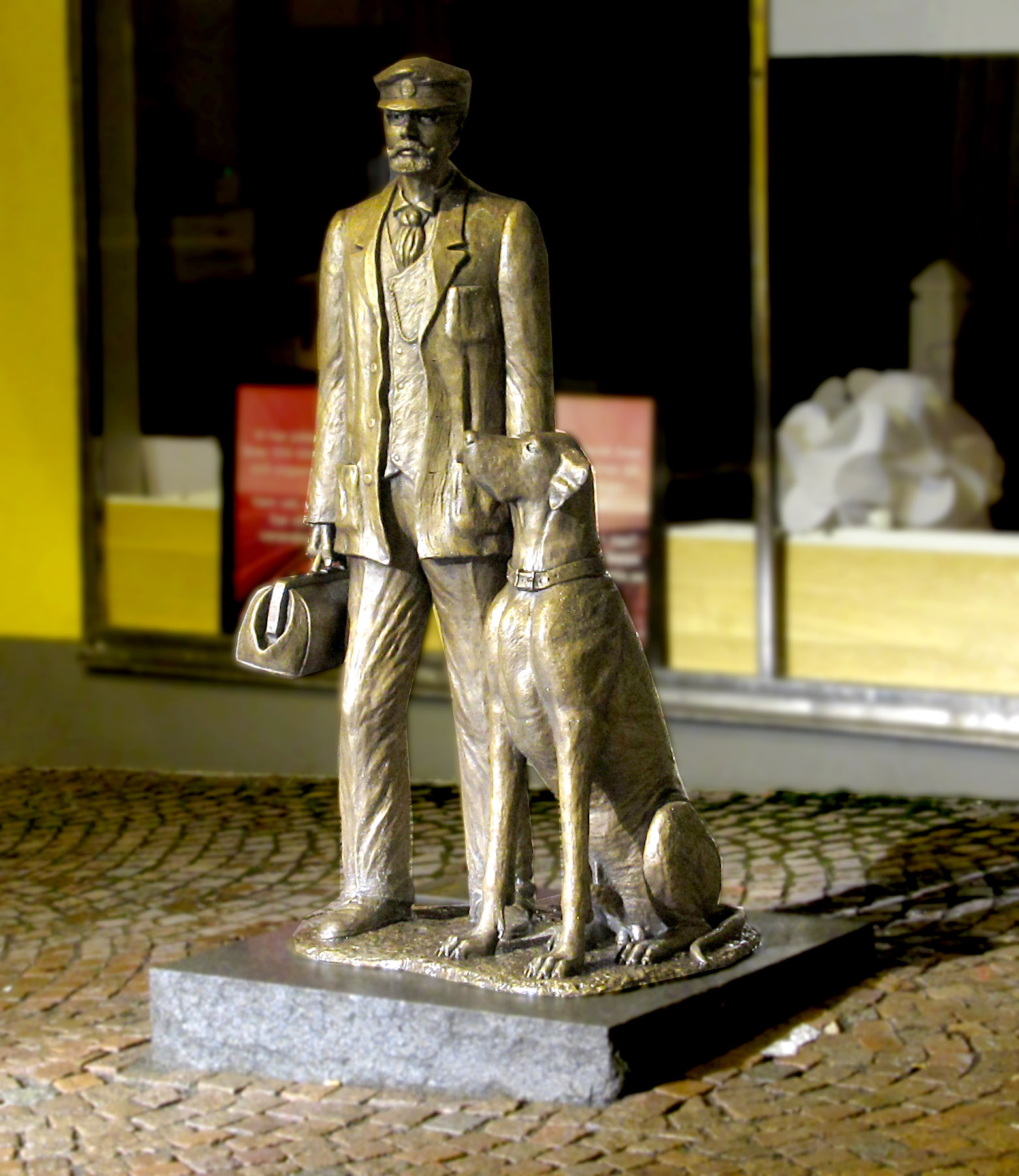
La statue d'Axel Munthe. Créée par la sculptrice Anette Rydström en 2012.

## Personnalités liées à la commune
- Axel Munthe
- Axel Robert Petersson
- Per Hüttner
- Håkan Lindquist
- Glenn Magnusson
- Ebba Årsjö

## Sport
IK Oskarshamn est un club de hockey sur glace qui évolue en HockeyAllsvenskan, second échelon suédois.

## Galerie

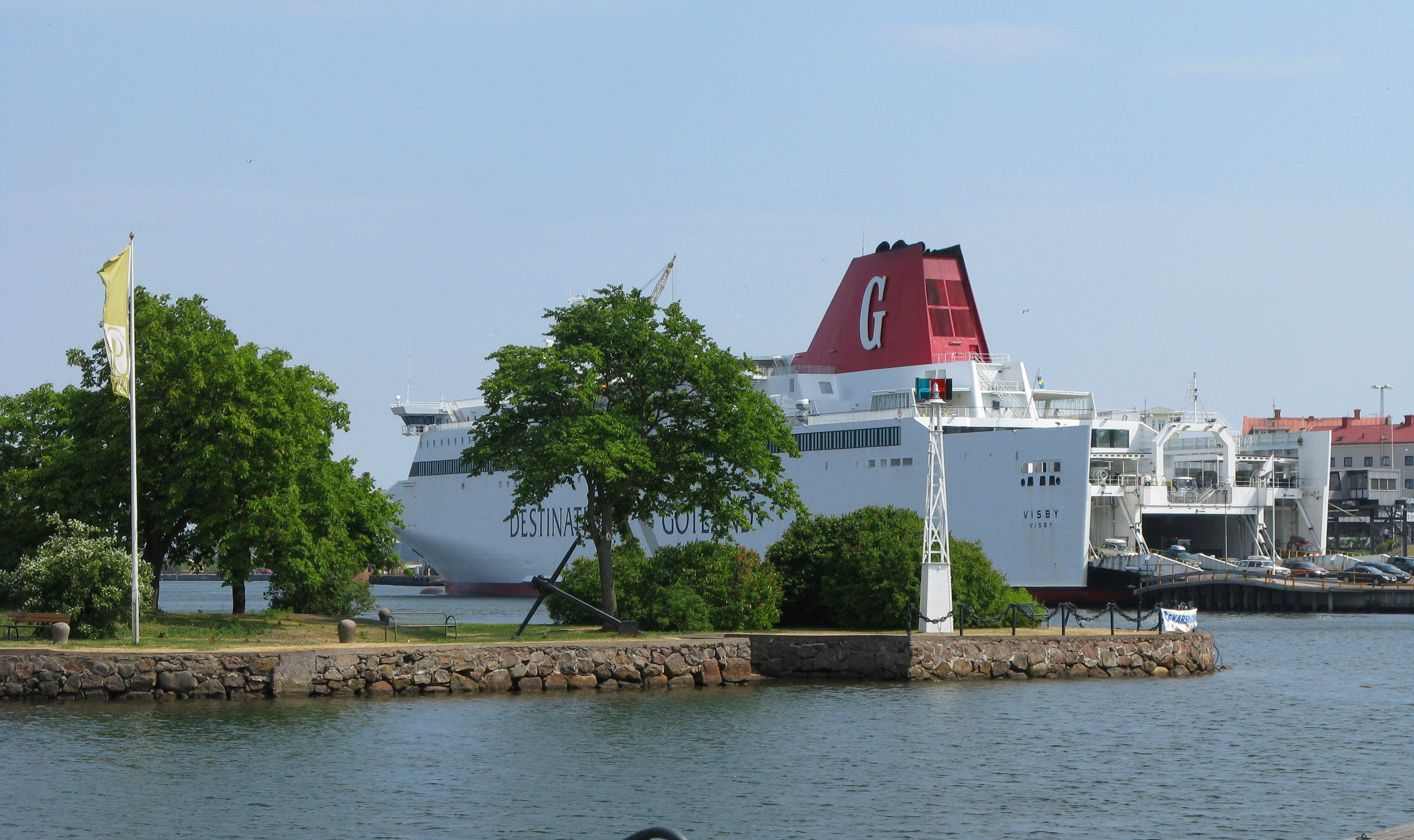
Le port.
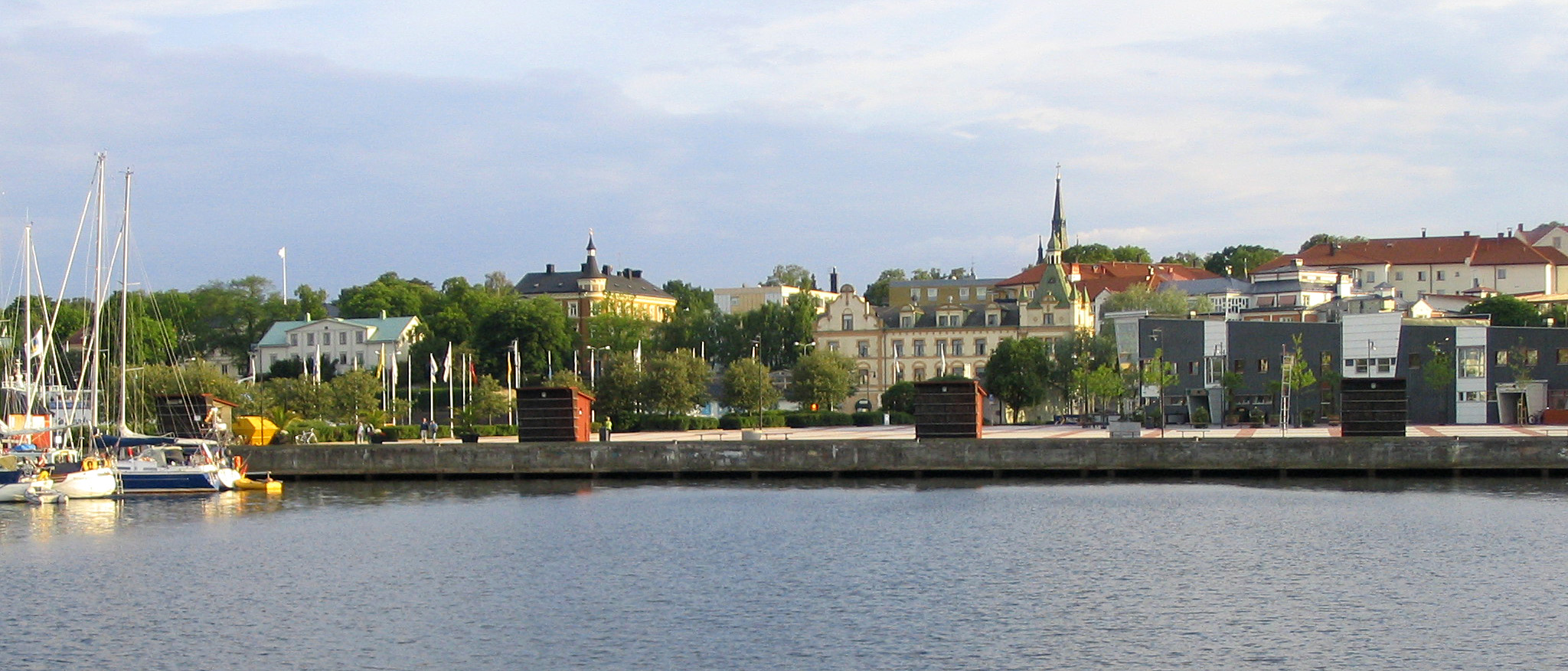
Oskarshamn.
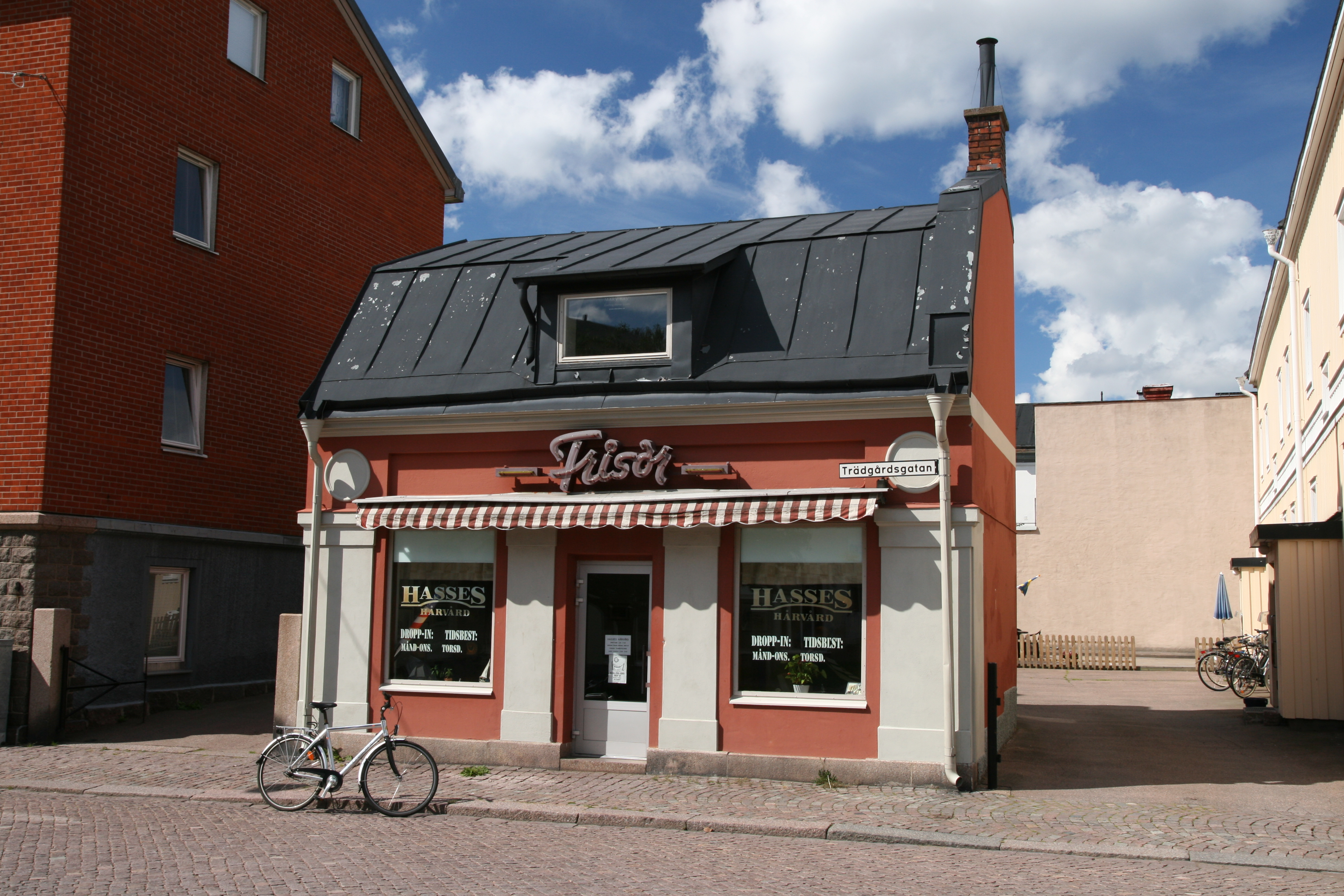
Petit immeuble en centre-ville.
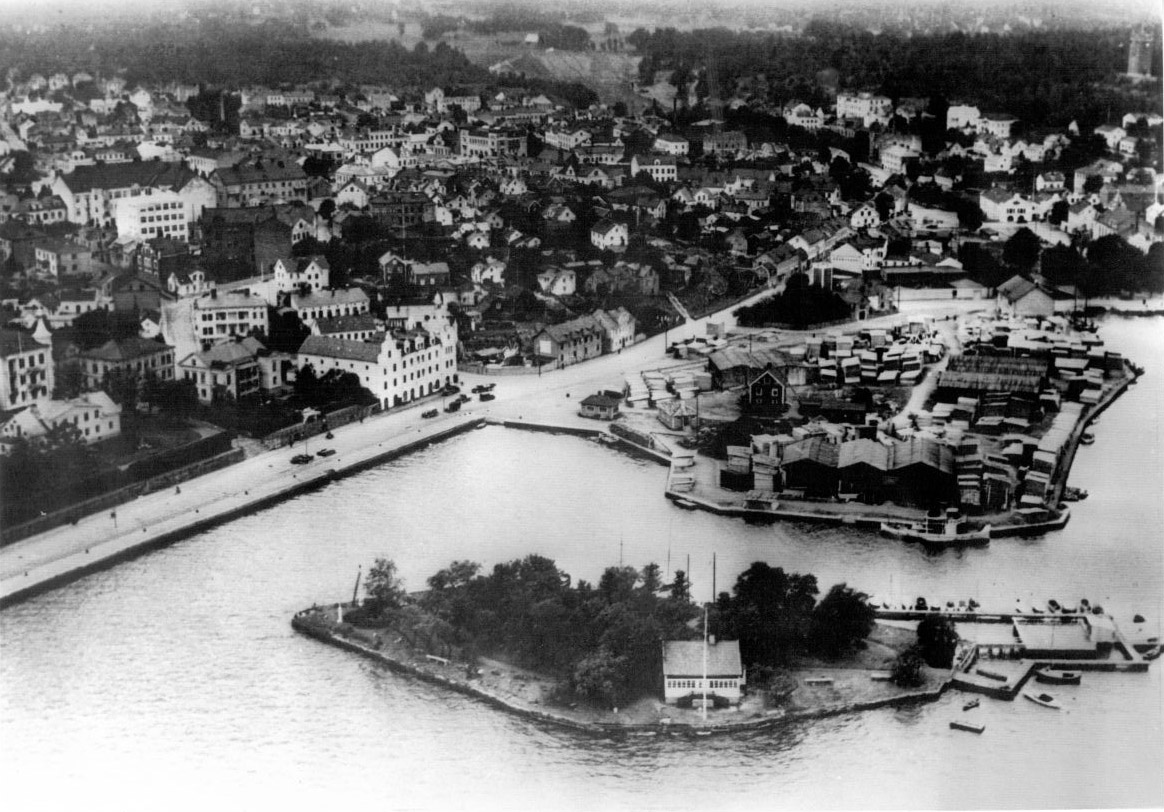
Oskarshamn 1930.
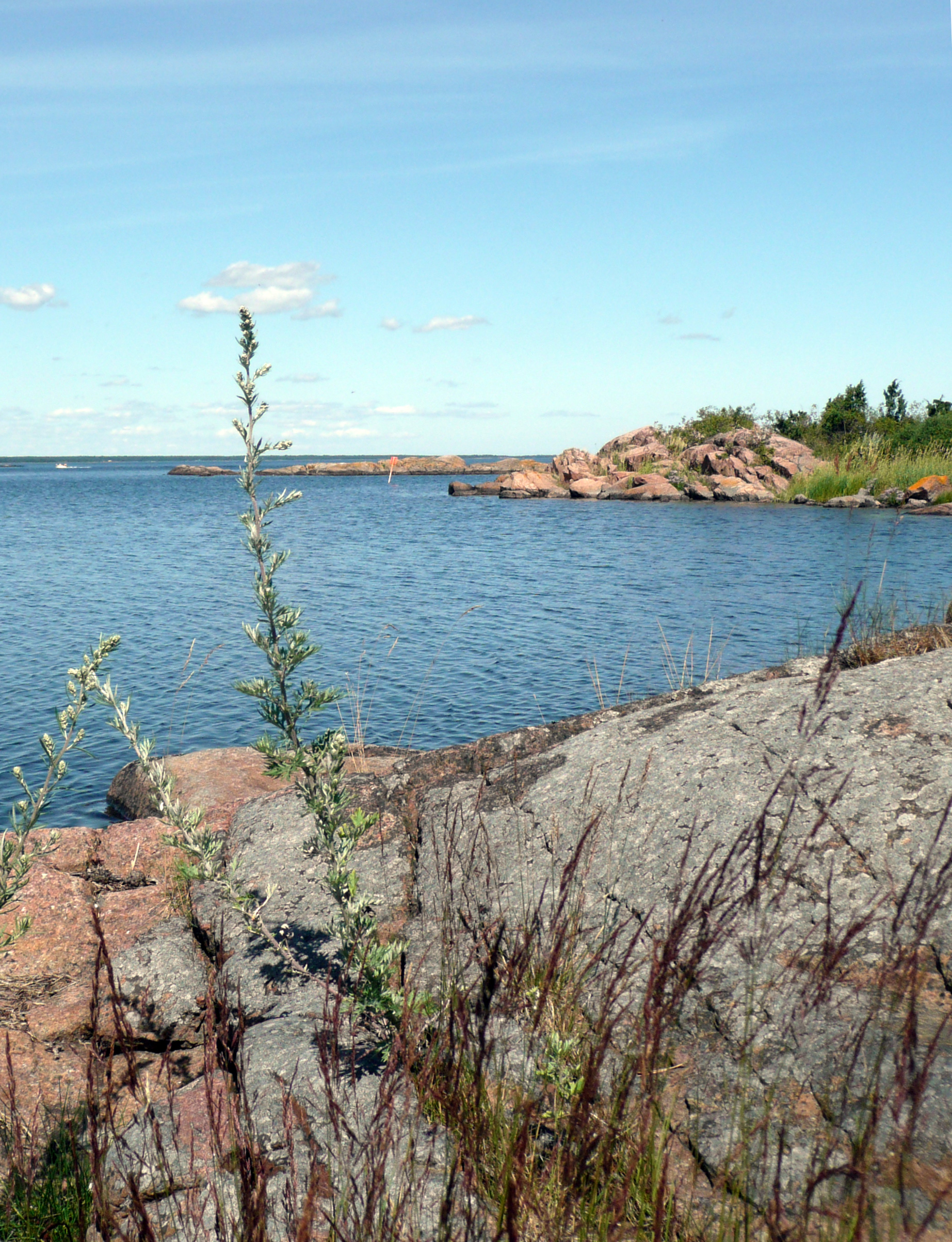
L'archipel d'Oskarshamn.
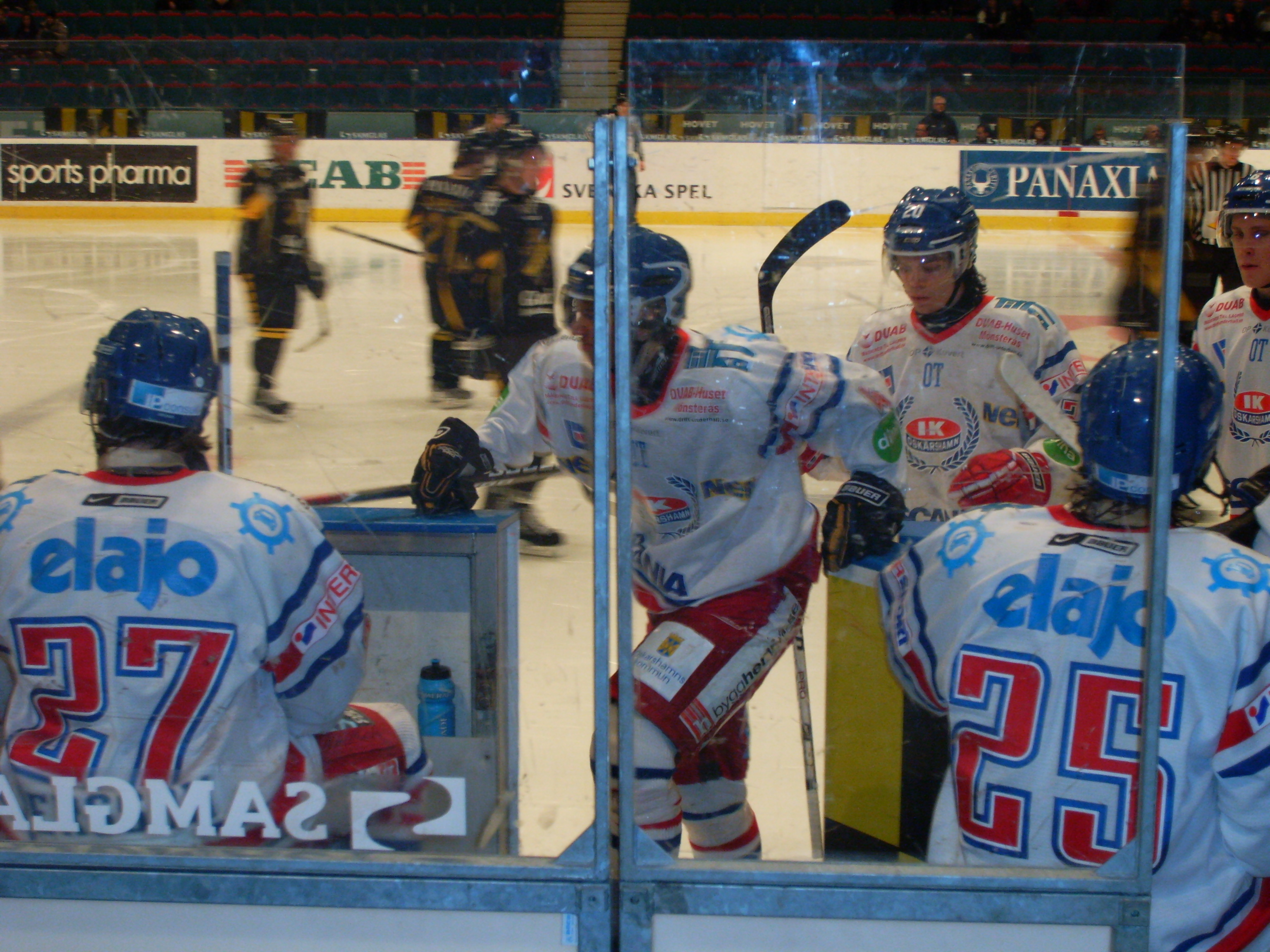
IK Oskarshamn - le club de hockey.
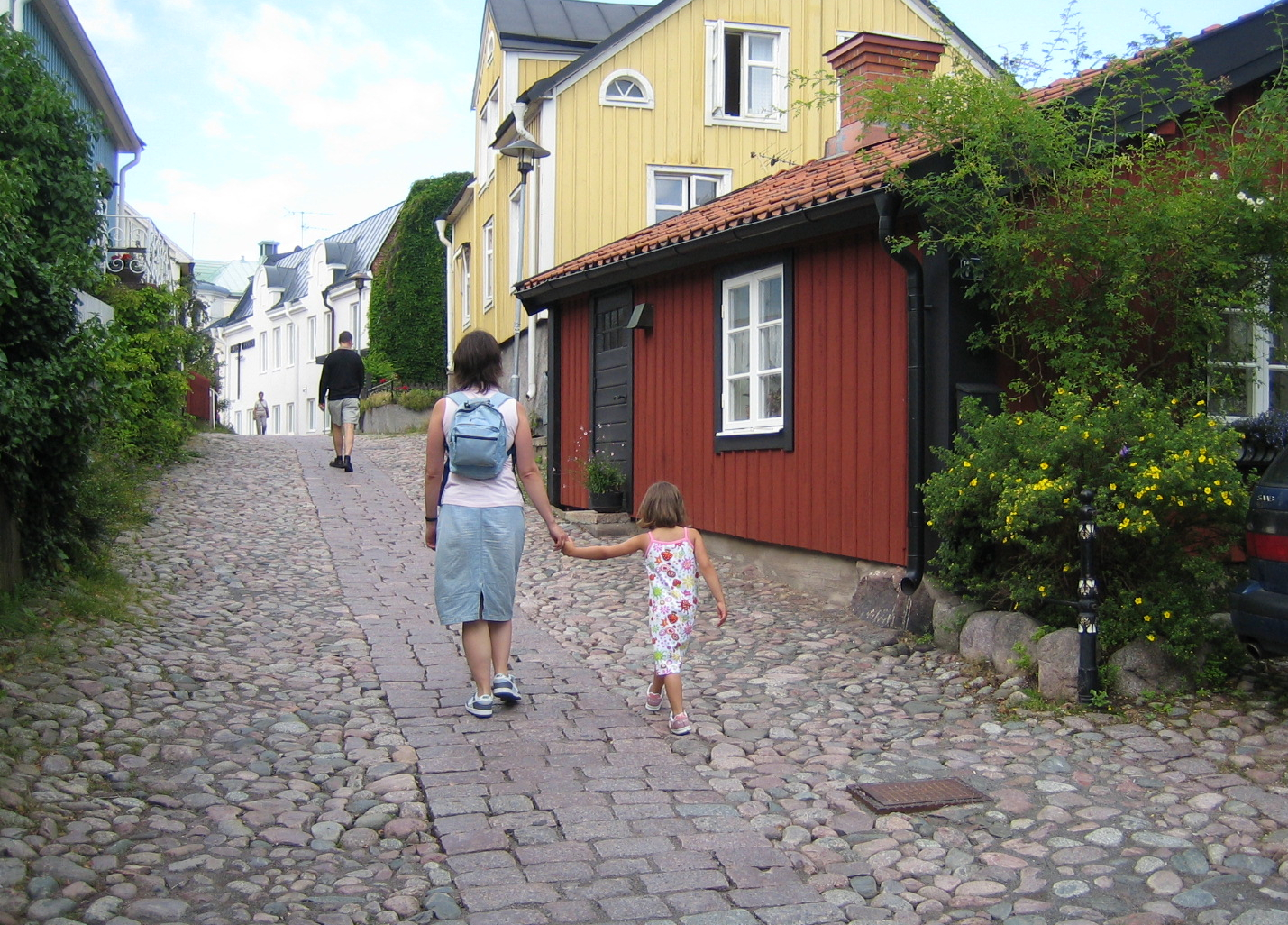
Vieux quartiers d'Oskarshamn.
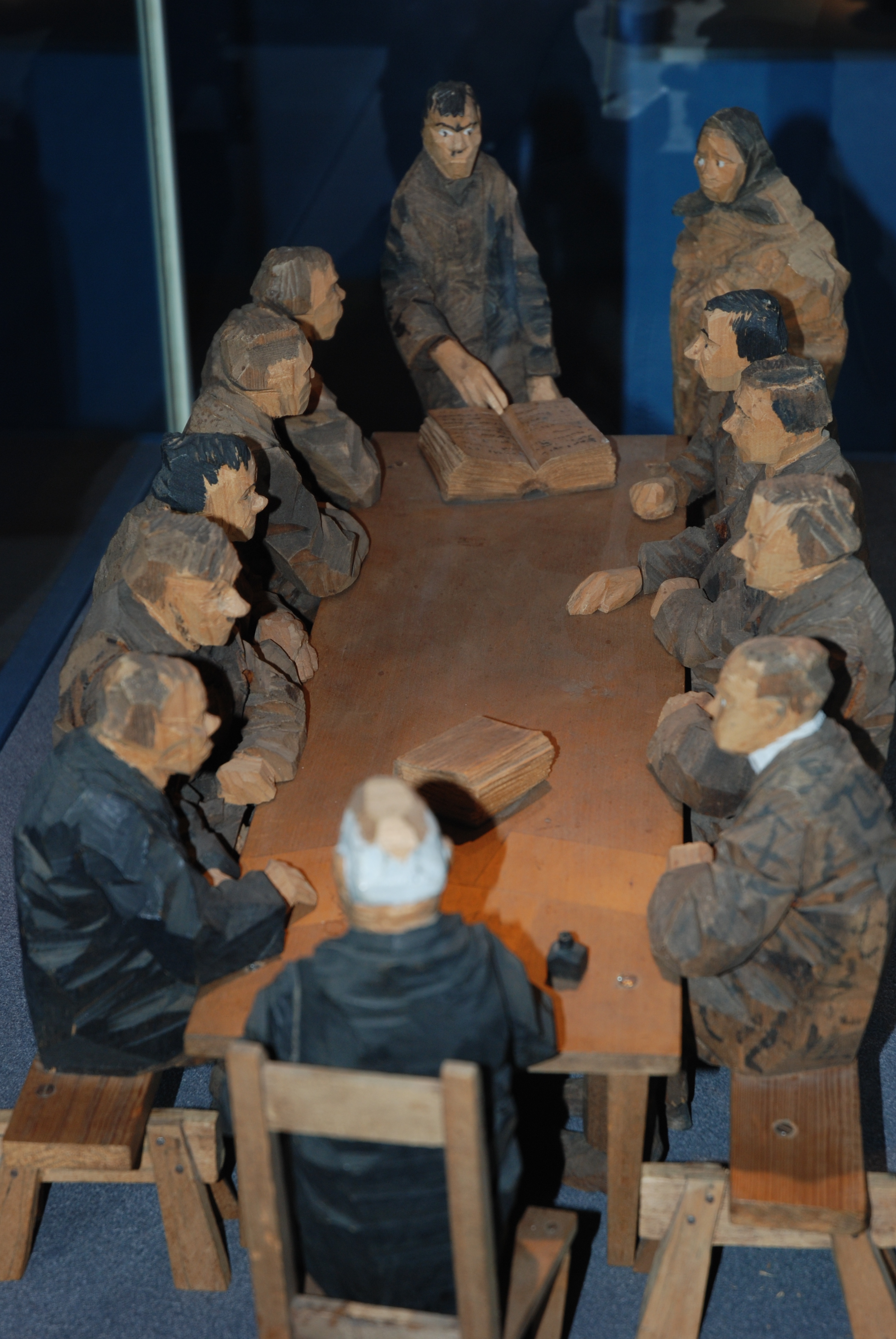
Sculpture par Döderhultarn.